# Le Rappel de la terre
Pour plus de détails, voir Fiche technique et Distribution.
Le Rappel de la terre (Terra madre) est un film italien réalisé par Alessandro Blasetti, sorti en 1931.

## Fiche technique
- Titre original : Terra madre
- Titre français : Le Rappel de la terre
- Réalisation : Alessandro Blasetti
- Scénario : Alessandro Blasetti, Goffredo Alessandrini, Camillo Apolloni et Gian Bistolfi (it)
- Photographie : Giulio De Luca et Carlo Montuori
- Montage : Alessandro Blasetti et Carlo José Bassoli
- Musique : Francesco Balilla Pratella et Pietro Sassoli (en)
- Pays de production : Royaume d'Italie
- Format : Noir et blanc
- Genre : drame
- Durée : 90 minutes
- Date de sortie : 1931

## Distribution
- Leda Gloria : Emilia
- Sandro Salvini (en) : le duc Marco
- Isa Pola : Daisy
- Olga Capri : la gouvernante
- Vasco Creti : Nunzio, le fermier, le père d'Emilia
- Carlo Ninchi : le commandant Bordani
- Franco Coop : Silvano